# Aïn Merane (distrito)
Aïn Merane é um distrito localizado na província de Chlef, Argélia, e cuja capital é a cidade de mesmo nome, Aïn Merane.[carece de fontes?]

## Municípios
O distrito está dividido em duas comunas:
- Aïn Merane
- Harenfa